# Trofeo Centenario Borussia Dortmund
El Trofeo Centenario Borussia Dortmund es un torneo de verano organizado por el Borussia Dortmund en el 2009, año de su centenario, en el que participaron el Udinese Calcio y el Valencia Club de Fútbol. Es un trofeo triangular de 45 minutos de duración cada partido y que en caso de empate, el partido se resolverá en una tanda de 5 penaltis y de muerte súbita (si fuese necesario). Como habitualmente, cada partido ganado son 3 puntos y los perdidos, 0.

## Tabla del torneo
Esta es la tabla del torneo:
Borussia Dortmund 1 (6)-(7) 1 Valencia Club de Fútbol
Valencia Club de Fútbol 0 (5)-(3) 0 Udinese Calcio
Borussia Dortmund 2-1 Udinese Calcio

## Campeón
El Valencia CF se proclamó campeón del trofeo con 6 puntos. El Borussia Dortmund quedó segundo con 3 puntos y el Udinese Calcio último con ninguno.